# Sweet Sixteen (Billy Idol)
Sweet Sixteen è un singolo del cantante britannico Billy Idol, pubblicato nel 1987 ed estratto dall'album Whiplash Smile.

## Tracce
- 7"

1. Sweet Sixteen – 4:14
2. Beyond Belief – 4:00

- 12"

1. Sweet Sixteen – 4:14
2. Beyond Belief – 4:00
3. Rebel Yell (Extended Version) – 4:45